# Wiktor Awdyszew
Wiktor Jurjewicz Awdyszew (ros. Виктор Юрьевич Авдышев; ur. 10 marca 1956, zm. w nocy z 4 na 5 maja 2025) – radziecki zapaśnik walczący w stylu klasycznym. Brązowy medalista mistrzostw świata w 1978 i 1983, a także mistrzostw Europy w 1983. Wygrał uniwersjadę w 1977. Mistrz Europy młodzieży w 1976. Mistrz ZSRR w 1978; drugi w 1977, 1979 i 1984; trzeci w 1981 roku.